# Santa Maria de la Geltrú
Santa Maria de la Geltrú és una església parroquial del municipi de Vilanova i la Geltrú (Garraf). Està protegida com a bé cultural d'interès local.

## Descripció
És un edifici aïllat de planta de creu llatina, amb una sola nau, capelles laterals comunicades i absis de planta rectangular. La nau, dividida en quatre trams, està coberta de volta de canó amb llunetes. Les capelles laterals estan cobertes amb volta de quatre punts i l'absis amb volta de canó. Al creuer s'eleva una cúpula semiesfèrica aguantada sobre petxines. Al presbiteri hi destaca el retaule major d'estil barroc.
La coberta és de teula àrab, de pavelló al cimbori i a dues vessants a la resta de l'edifici. La façana presenta una estructura rectangular senzilla, acabada en un frontó triangular amb obertura circular central. L'element més remarcable és el portal d'accés, amb dos pilastres com brancals que sostenen un entaulament i un frontó trencat on hi ha una fornícula amb la imatge de la Mare de Déu. Per damunt la fornícula hi ha una rosassa.
El campanar, amb 99 graons, situat a un costat de l'església, té quatre pisos separats per motllures. És de base quadrada que en el darrer cos es converteix en octogonal i està coronat per una balustrada.

## Història
L'origen de l'església no es coneix, però està documentada des del segle xii. Al segle xvii, l'augment de la població de la Geltrú obligà a emprendre la construcció d'una nova església al costat de la vella, en els terrenys de l'antic cementiri. La primera pedra es col·locà el 15 de novembre de 1699 i el 1712 es va beneir tot i no estar acabada. Es va haver d'enderrocar l'antiga església. L'any 1736 va acabar la construcció de l'església i començà la del campanar, que s'acabà el 1742. El 1826 s'hagué de reconstruir el temple perquè un llamp havia incendiat la coberta. El 1896 s'instal·là l'actual rellotge, amb la carcassa de ferro dissenyada per l'arquitecte Bonaventura Pollés i Vivó.